# 楊勝発
楊 勝発（よう しょうはつ、繁体字中国語：楊 勝發、ウェード式：Yang Sheng-Fa、仮名転写：ヤン・シェンファ、1983年3月21日 - ）は、台湾のソフトテニス選手。

## 来歴
台南出身。南英高工ー中国文化大学-台北市立体育学院（現在は台北市立大学天母キャンパス）。2003世界選手権において初代表。

## 四大国際大会戦績
- 2003世界ソフトテニス選手権　ダブルス第三位　国別対抗団体戦優勝　シングルスベスト8
- 2005東アジア競技大会　ダブルス銀メダル　国別対抗団体戦優勝
- 2006アジア競技大会　ダブルス優勝　国別対抗団体戦準優勝
- 2007世界ソフトテニス選手権　ダブルスベスト8　国別対抗団体戦第三位
- 2008アジアソフトテニス選手権　シングルス第三位　ダブルスベスト8 国別対抗団体戦第三位
- 2010アジア競技大会　ダブルス金メダル　国別対抗団体戦金メダル　シングルス銅メダル
- 2013東アジア競技大会　ダブルス銅メダル　国別対抗団体戦銀メダル